# Milicianas na Guerra Civil Espanhola

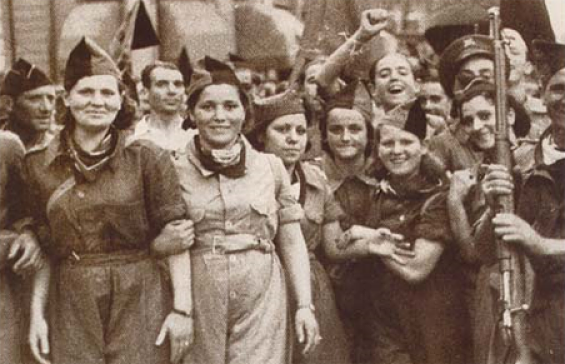
Milicianas CNT -
FAI.

As milicianas foram mulheres que lutaram pela Facção republicana na Guerra Civil Espanhola. Provinham principalmente de grupos comunistas e anarquistas, e atuaram majoritariamente na retaguarda, protegendo cidades como Madri e Barcelona. Ainda sim, cerca de mil mulheres serviram nas frentes de batalha. Vinham de todos os cantos da Espanha e muitas também se alistaram nas Brigadas Internacionais.
A criação da Segunda República Espanhola criou um ambiente que encorajou a participação política ativa na sociedade espanhola de forma mais ampla e, em última análise, serviu para ajudar muitas mulheres a decidirem a lutar, à medida em que o Governo expandia os direitos das mulheres, incluindo o direito de voto, ao divórcio, ir à escola e concorrer às eleições. Anteriormente à isso, durante a Ditadura de Primo de Rivera, as manifestações femininas ocorriam de forma espontânea e não-organizada.
A Greve dos mineiros asturianos de 1934, no terceiro ano da República, deu ocasião para que as mulheres fossem defender os direitos dos mineiros grevistas. Dois anos depois, a Guerra Civil Espanhola começou em Melilla e logo se expandiu por todo o território nacional. As mulheres se levantaram para defender a República, desempenhando um papel fundamental.
Algumas destas mulheres se alistaram para acompanhar filhos, companheiros ou outros parentes homens, mas, em sua maioria esmagadora, as mulheres se alistavam por razões ideológicas. Acreditavam que sua participação ativa poderia mudar não só os rumos da Guerra, mas também seu próprio lugar na sociedade espanhola.
As mulheres estiveram ativas em batalha entre julho de 1936 e março de 1937, quando foram oficialmente desmobilizadas. A decisão foi tomada por homens, políticos e militares, que desejavam atrair apoio de grupos conservadores. As mulheres rechaçaram veementemente esta decisão, não desejando voltar aos papéis tradicionais de gênero que lhes eram comuns antes da Guerra.
Houve duas mulheres que imigraram para o Brasil e que, mais tarde, lutariam na Guerra Civil Espanhola: a espanhola Julia Garcia y Garcia e a lituana Ida Chazam.

## Prelúdio à Segunda República (1800 - 1922)
Embora as mulheres tenham participado esporadicamente de batalhas na Espanha, nenhuma grande força de milícia organizada se mobilizou no prelúdio da Segunda República Espanhola. Entre as mulheres que participaram de sublevações no passado, podemos citar a resistência de Agustina de Aragão contra a invasão Napoleônica, a de Manuela Malasaña e Clara del Rey durante a Guerra Peninsular. Durante esta guerra, um escritor da Gazeta de Madri se perguntava por que as mulheres combatentes da cidade superavam os homens em valor. Apesar de sua condição de exemplos nacionais, elas foram a exceção à regra das mulheres neste período.
Ainda assim, este período foi central para preparar o cenário da participação posterior feminina. As mulheres continuaram excluídas politicamente, e criaram organizações auxiliares às masculinas para abraçar politicamente ideologias como o socialismo e o anarquismo. Dependendo do nível de aceitação destes grupos e sindicatos, as mulheres poderiam ter mais ou menos ação. Como resultado, quando do início da Guerra Civil, as anarquistas se dirigiram às frentes de guerra em maior número que as socialistas, já que seu compromisso político havia sido maior e mais direto.

## Ditadura de Primo de Rivera (1923-1930)
Quando houve atividade política feminina durante a Ditadura de Primo de Rivera, esta era frequentemente espontânea. Apesar de uma presença cada vez maior nas ruas, os responsáveis políticos de esquerda muitas vezes ignoraram as mulheres que pretendiam apoiar sua causa. Mesmo assim, as mulheres participaram cada vez mais em distúrbios e protestos, o que representou uma maior consciência política pela necessidade de serem mais ativas nas esferas sociais e políticas para conseguir mudanças que melhorassem suas vidas. Sua participação política, porém, ainda não implicava pegar em armas contra ou a favor do governo.
A abdicação de Alfonso XIII em 1931 significaria o fim da ditadura de Miguel Primo de Rivera e marcaria o início da Segunda República Espanhola.

## Segunda República Espanhola (1931-1937)
Os direitos que as mulheres alcançaram em virtude da constituição da Segunda República fomentaram a participação feminina ativa mais ampla na sociedade espanhola, e em última instância, serviram para que muitas mulheres decidissem se dirigir à frente da guerra. Os direitos incluídos na constituição incluíam o sufrágio universal, a capacidade de se apresentar para um cargo, o emprego em oficinas governamentais sem levar em conta o gênero durante o processo de contratação, acesso à educação unificada em todos os níveis e o direito ao divórcio. Nas primeiras eleições da Segunda República, houve três mulheres eleitas, antes mesmo que as mulheres tivessem direito ao voto.
A Segunda República também impulsionou a criação de numerosas organizações políticas de mulheres em todo o espectro político espanhol. A Asociación de Mujeres contra la Guerra y el Fascismo foi criada em 1933 com o apoio do Partido Comunista da Espanha (PCE) e sua principal força motriz foi Dolores Ibárruri, e logo atraiu mulheres de todo o espectro político.
As tensões existentes dentro do movimento anarquista, como resultado da exclusão deliberada ou o desânimo por parte dos responsáveis masculinos, eventualmente levaram à criação do Mujeres Libres por Lucía Sánchez Saornil, Mercedes Comaposada e Amparo Pochy Gascón em maio de 1936, pouco antes do início da Guerra Civil Espanhola.
Inicialmente com sede em Madri e Barcelona, a organização tinha o propósito de buscar a emancipação feminina. Seus objetivos também incluíam "combater a tripla escravidão a que as mulheres estão submetidas: a escravidão da ignorância, a escravidão como mulheres e a escravidão como trabalhadoras". A atividade anarquista durante a Segunda República Espanhola, incluídas as aulas de ideologia, seriam as raízes de que brotaram muitas milicianas.

### Revolução de Astúrias de 1934

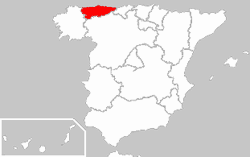
Localização de Asturias.

As mulheres desempenharam papéis secundários em um dos primeiros conflitos centrais da Segunda República, quando as milícias de trabalhadores tomaram o controle das minas de Astúrias. Originalmente planejada como uma greve nacional, a ação coletiva dos trabalhadores ocorreu apenas em Astúrias. Algumas mulheres se ocupavam da propaganda, outras com a ajuda aos mineiros e algumas em enfrentamentos em combates ativos. Depois de o governo sufocar a insurreição ao trazer legionários marroquinos, cerca de 30 mil pessoas foram presas e outras 1000 foram assassinadas. Um grande número dos encarcerados eram mulheres.
Durante os combates em Oviedo, as mulheres estiveram no campo de batalha desempenhando diferentes tarefas. Algumas antediam os feridos enquanto os bombardeios continuavam ao seu redor. Outras pegaram em armas. Ainda mais, passavam de posição em posição durante os bombardeios proporcionando comida e discursos motivadores aos combatentes. Aída Lafuente foi uma das mulheres espanholas que participou de uma ação laboral militante em outubro de 1934 em Astúrias.
Ocorreram alguns casos de violência iniciados por mulheres no conflito asturiano. Isso alimentou a ideia na direita de que as mulheres tratariam de tomar o poder dos homens de forma violenta. De forma geral, o ideal feminino pregado pela Fação nacionalista era o contrário das milicianas: para eles, as mulheres deveriam ser puras, vastas e orientadas para suas famílias.
As mulheres participaram também da construção de barricadas, concertos de roupa e protestos de rua. Para muitas mulheres, esta foi a primeira vez que se comprometeram civicamente sem um acompanhante masculino, já que muitas vezes essas mulheres trabalhavam em nome de parentes homens encarcerados. Houve também mulheres assassinadas no conflito. Aída Lafuente esteve na frente da guerra e morreu durante o conflito asturiano. As ações das mulheres vinculadas à Asociación de Mujeres contra la Guerra y el Fascismo levaram a organização a ser declarada ilegal. Para evitar isso, as mulheres se reorganizaram como Organización Pró Infância Obrera.
Já chegou a se discutir se a greve dos mineiros de Astúrias de 1934 representou o verdadeiro início da Guerra Civil Espanhola. As imagens do conflito foram usadas posteriormente como propaganda por ambas as partes, com o intuito de promover seus próprios interesses, principalmente dentro do Partido Socialista Operário Espanhol (PSOE), que considerava a situação uma chamada à unidade política de esquerdas para que estas tivessem esperanças de combater o aumento do fascismo na Espanha.
A propaganda utilizada em cima de Astúrias apresentava mulheres tradicionais que não estavam em conflito com as suas ocupações femininas. Isso foi feito por líderes masculinos da esquerda com a intenção de se opor à imagem das mulheres com pesadas responsabilidades políticas, o que confundiu muitos da direita. A propaganda da direita da época retratava as mulheres como assassinas do mal, desafiando as normas de gênero para eliminar a ideia de maternidade espanhola.

### Início da Guerra Civil

Localização de Melilla, onde as forças nacionais começaram sua campanha em 1936.

Em 17 julho de 1936, a União Militar Espanhola lançou um golpe de estado no norte da África. Acreditavam que a vitória seria fácil, mas não podiam previr o apego do povo à Segunda República Espanhola. Com a República mantendo, em grande medida, o controle sobre sua armada, Francisco Franco e outros no exército espanhol convenceram Adolf Hitler a proporcionar transporte para as tropas espanholas do norte da África até a Península Ibérica. Estas ações conduziram a uma Espanha dividida e à larga Guerra Civil Espanhola, que não terminaria oficialmente até 1 de abril de 1939.
A coalizão inicial de Franco contou com monarquistas, republicanos conservadores, membros da Falange Espanhola, Carlistas, tradicionalistas, o clero católico, e o Exército espanhol. Contavam com o apoio da Itália Fascista e da Alemanha Nazista. O bando republicano contava com os socialistas, os comunistas, republicanos e outros elementos daesquerda.

A revolta militar foi anunciada por rádio em todo o país, e o povo saiu às ruas imediatamente, tentando determinar o alcance da situação e se se tratava de um conflito militar ou político. Dolores Ibárruri cunharia a frase "¡No pasarán!" alguns dias depois, em 19 de julho de 1936 em Madri, enquanto falava na rádio da estação do Ministério do Interior Espanhol, dizendo: "É melhor morrer de pé do que viver de joelhos! Não passarão!".

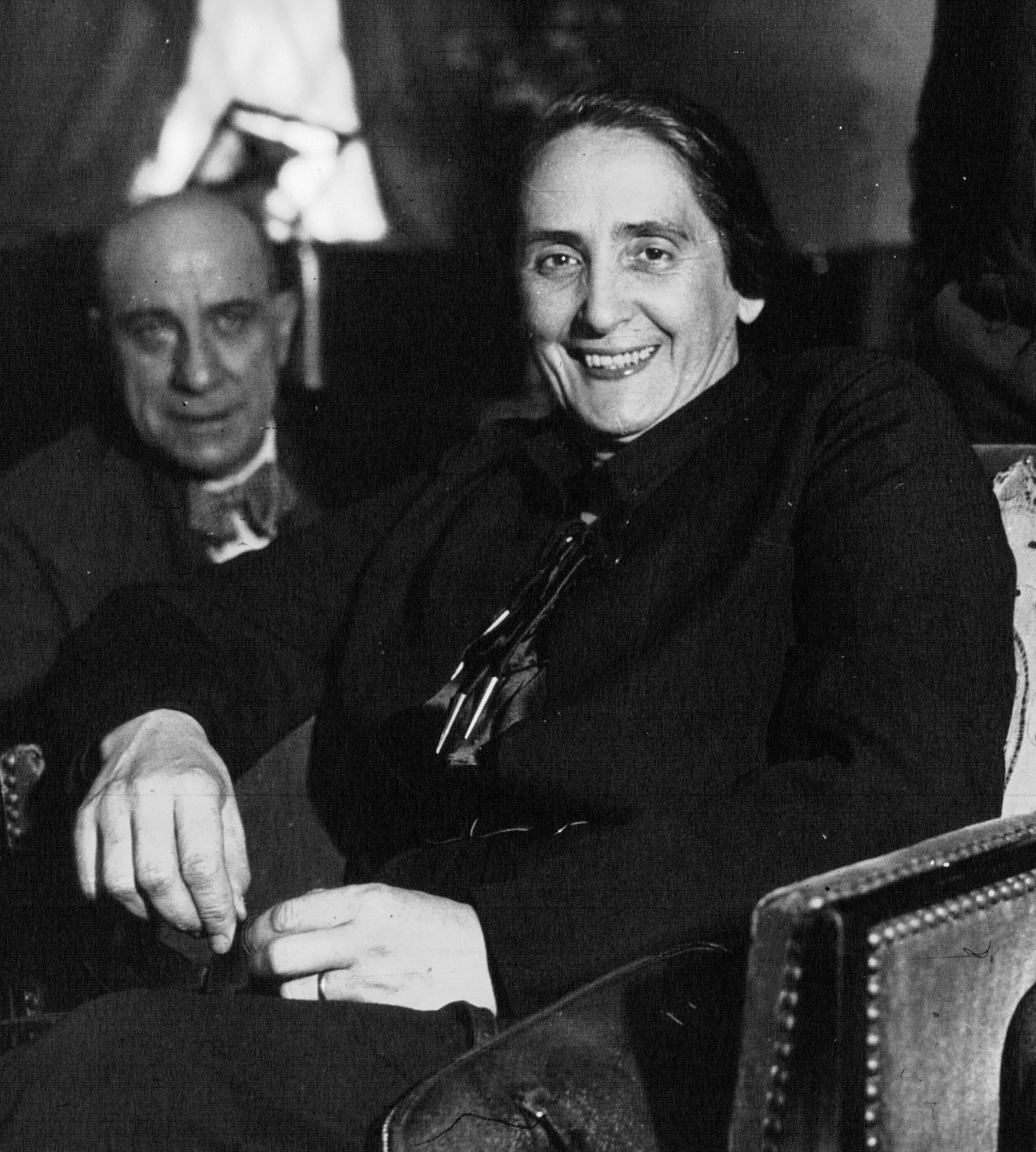
Dolores Ibárruri em 1936.

No começo da Guerra Civil havia duas organizações anarquistas principais: a Confederação Nacional do Trabalho (CNT) e a Federação Anarquista Ibérica (FAI). Como representantes da classe trabalhadora, se propuseram a evitar que o bando nacionalista tomasse o controle e ao mesmo tempo serviram como influências reformadoras dentro da Espanha.
Grã Bretanha, França, Alemanha nazista, Itália Fascista e a União Soviética firmaram o Tratado de Não Intervenção em agosto de 1936, prometendo não proporcionar apoio material para nenhuma das partes. Mesmo assim, a Alemanha e a Itália já o faziam, e continuaram enviando apoio ao bando nacionalista.

## Guerra Civil Espanhola (1936-1939)
Devido as mudanças na sociedade, as mulheres que queriam participar na guerra contra as forças rebeldes tinham duas opções: podiam lutar nas frentes ou podiam se ocupar com tarefas auxiliares longe da frente de guerra. Suas opções não eram limitadas como as de muitas mulheres na Primeira Guerra Mundial, onde o único papel que podiam prestar era o de apoiar os homens.
A Associación de Mujeres Contra La Guerra y el Fascismo sofreu um uma mudança de nome em 1936, logo após o início da Guerra Civil, passando a se chamar Agrupación de Mujeres Antifascistas. A partir daí, o grupo desempenharia um papel destacado no envio e apoio de mulheres nas frentes de batalha da Guerra. Ao mesmo tempo em que a agrupação estava se preparando para a guerra, muitas organizações de mulheres, tando da direita como da esquerda, estavam desaparecendo.

### Mobilização
A Guerra Civil Espanhola começou em 17 de julho de 1936 com um golpe de estado. A revolta militar que iniciou a Guerra não teve êxito, em parte, devido às mulheres que participaram de levantamentos espontâneos.

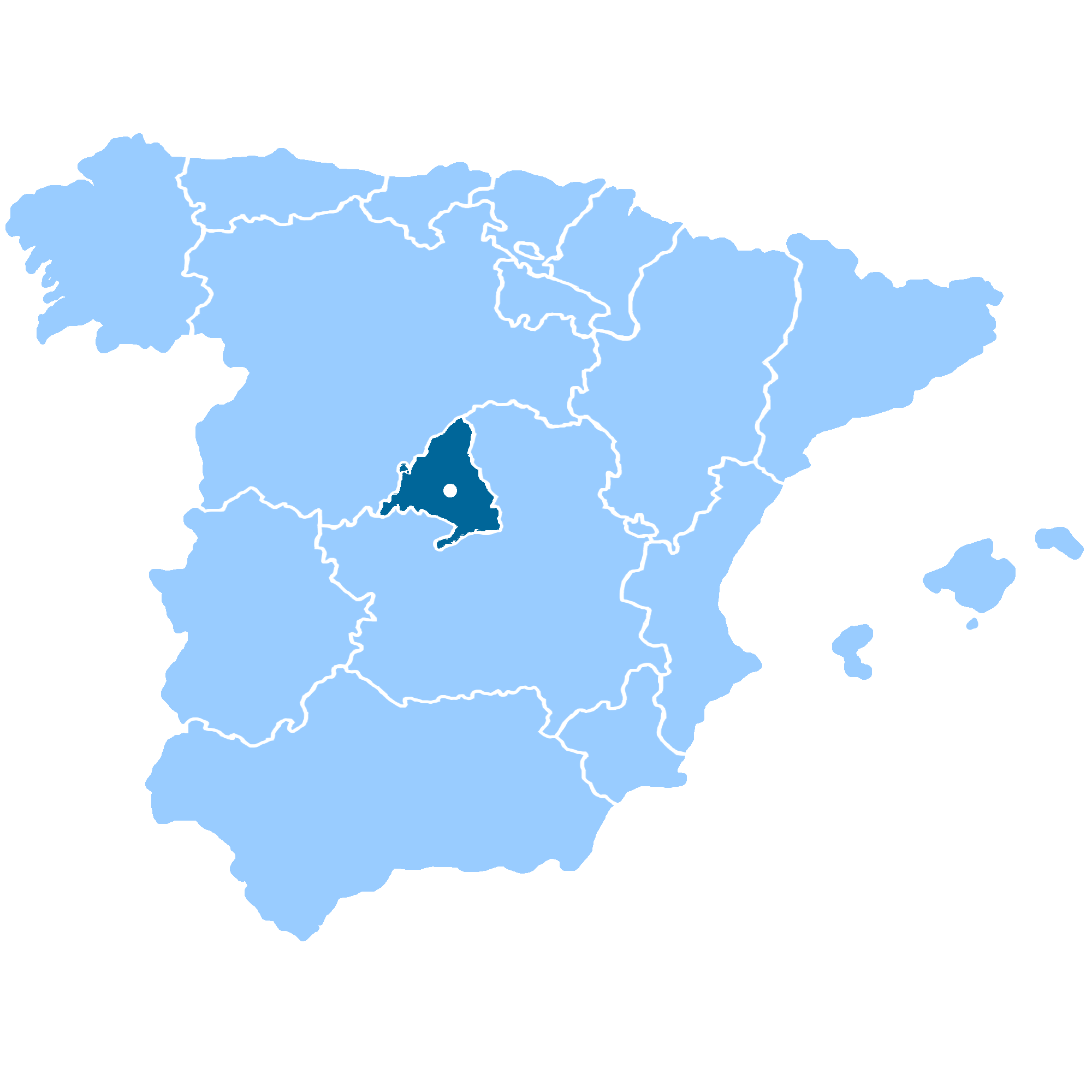
Localização de Madri, capital da Espanha, onde muitas mulheres foram mobilizadas para defender a retaguarda.

Uma das mobilizações de mulheres mais importantes da história da Espanha foi sua participação na frente antinacional. Pouco depois do começo da Guerra Civil cerca de mil espanholas se ofereceram como voluntárias para ir para o front republicano. Uma das cidades com o maior número de mulheres armadas em sua defesa foi Madri.
A maioria das milícias criadas durante o estopim da Guerra Civil provinham de grupos da sociedade civil, como os sindicatos e os partidos políticos. A CNT, a UGT e outros sindicatos intervieram para proporcionar apoio logístico às milícias. O número de mulheres mobilizadas nunca foi alto. A maioria se unia para apoiar ainda mais as ideologias políticas em que acreditavam, e em maior parte provinham de organizações militantes libertárias, como a CNT, a Federação Anarquista Ibérica (FAI), e a Federação Ibérica da Juventude Libertária (FIJL). Essas milícias frequentemente careciam de estrutura militar típica para representar melhor suas ideologias e mobilizar melhor a população local.
As mulheres não foram recrutadas de maneira enérgica para servir nas milícias, mas ainda sim, buscaram ousadamente se alistar. Diferentemente dos homens, as mulheres tinham a opção de não lutar, mas decidiram pegar em armas. Seus esforços eram frequentemente difíceis, já que muitas milícias rechaçavam mulheres, e constantemente pediam que mostrassem seu valor na frente de batalha.

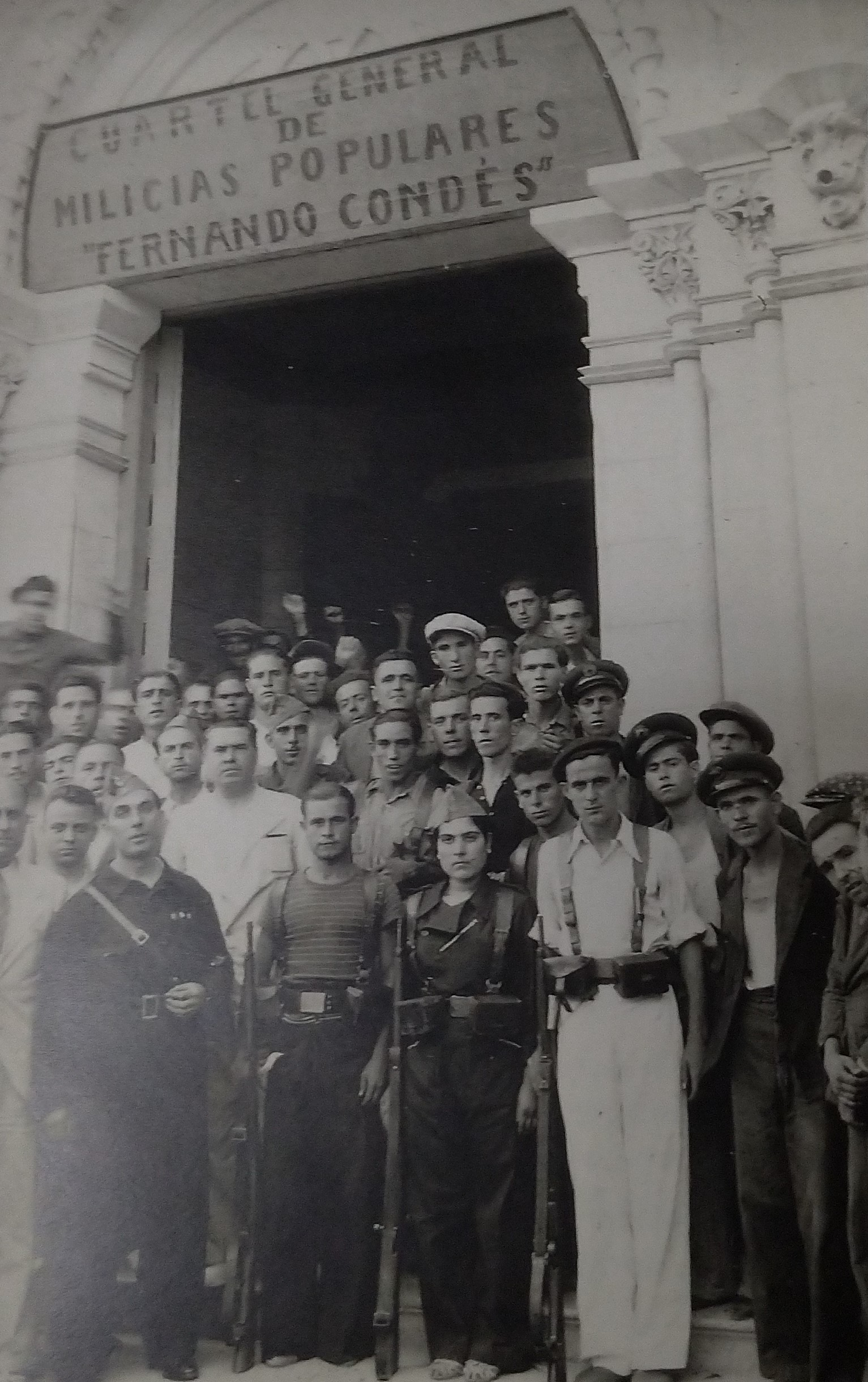
Alistamento republicano durante os primeiros dias da Guerra civil espanhola. Em primeiro plano, no centro da imagem, uma miliciana.

Outras mulheres, como Dolores Ibárruri, se ocuparam em animar as mulheres para ir à guerra. Nos últimos dias do controle republicano em Madri, Dolores implorou que homens e mulheres tomassem as armas contra as forças nacionais da cidade. O número de mulheres mobilizadas e armadas na retaguarda em apoio às cidades superava o número das que estavam na frente da guerra. Em suma, cerca de mil mulheres lutaram nos fronts, enquanto várias milhares ficaram defendendo Madri. Entre as últimas, estava o único batalhão de mulheres em sua defesa.
As colunas comunistas e anarquistas atraíram a maioria das mulheres entre todos os grupos políticos no bando republicano. O POUM atraiu milicianas, mas em menor número. O PSOE foi um dos partidos mais importantes da esquerda que rechaçou de imediato a ideia das mulheres participando em combate. A ideia era demasiado radical para eles, que acreditavam que as mulheres deviam atuar como heroínas de casa, dando apoio às populações civis longe das frentes. As membros do PSOE que chegaram a combater o fizeram unindo-se a grupos juvenis comunistas e socialistas.
Mulheres também vieram do estrangeiro para lutar nas Brigadas Internacionais, com um número total documentado entre 400 e 700 mulheres. Muitas viajaram primeiro para Paris antes de chegar de barco ou trem para lutar. Vinham de países como Estados Unidos, Polônia, França, União Soviética, Suíça, Inglaterra, Canadá, Noruega e Alemanha. Um acordo de 1937 destinado a parar a intervenção estrangeira pôs fim ao recrutamento das Brigadas Internacionais, tanto de homens como de mulheres. Mesmo que as facções nacionais do PCE apoiaram a chegada de estrangeiros à Espanha para lutar nas Brigadas, frequentemente se opuseram a mobilização de suas filiadas. Quando aceitavam enviar mulheres, frequentemente estas desempenhavam funções de apoio, como repórteres ou propagandistas. O aparato do partido na Espanha trabalhou energicamente para manter as mulheres distantes das frentes de guerra.

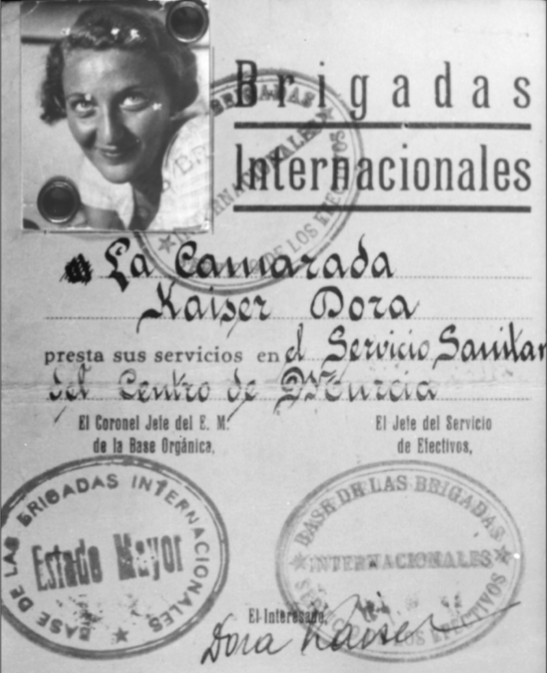
Identificação de Dora Haut-Kaiser, austríaca voluntária nas Brigadas Internacionais.

A primeira mulher republicana espanhola a morrer no campo de batalha doi a miliciana Lina Ódena, filiada a Juventude Socialista Unificada (JSU), em 13 de setembro de 1936. Com as forças nacionais se aproximando de sua posição, ela decidiu suicidar-se ao invés de se render em uma batalha em Guadix. Sua morte seria amplamente utilizada por propagandistas republicanos e falangistas. Como as forças do bando nacionalista ameaçando estuprá-la caso não se rendesse, os republicanos apresentaram-la como uma inocente que decidiu morrer ao invés de ser degradada e perder sua honra. A propaganda falangista disse que nunca ameaçou violá-la. Também afirmaram que Lina havia sido culpada de assassinar um sacerdote católico algumas semanas antes, e seu suicídio era uma forma de escapar do castigo.

### Nas frentes de batalha

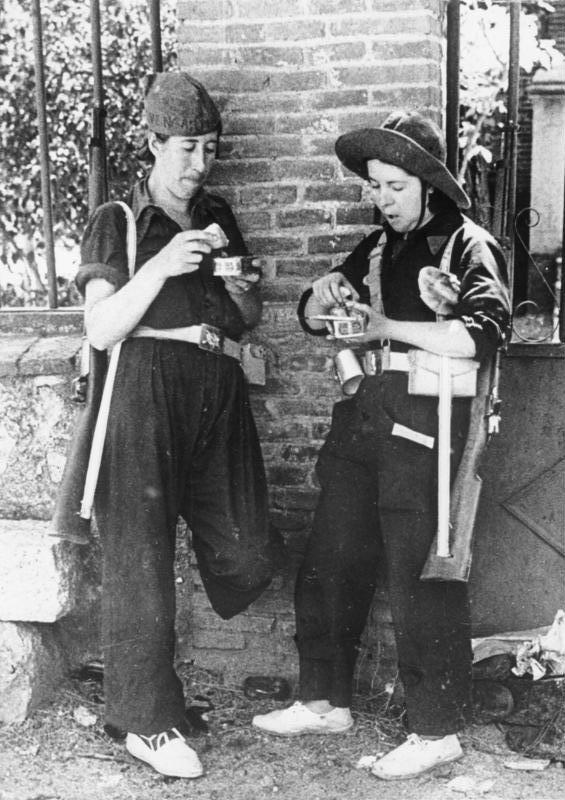
Miliciana com suas armas durante a Guerra civil espanhola.

Nas frentes da guerra era norma que as mulheres estivessem destinadas aos batalhões mistos. Se espalharam por toda a Espanha, dependendo das necessidades militares de reforços de tropas. Era mais provável que as milicianas na retaguarda se organizassem em batalhões só de mulheres, e tinham mais probabilidade de estarem localizadas em um mesmo lugar como parte das unidades defensivas. Como consequência, as tarefas desempenhadas por cada grupo tendiam a ser diferentes.
As mulheres nas frentes frequentemente enfrentavam a carga dupla de lutar e continuar o apoio auxiliar. As decisões dos dirigentes homens em demandar isso reforçava o sexismo, ao permitir que as mulheres se liberassem das normas de gênero servindo em combate, mas ao mesmo tempo obrigando-as a participar em tarefas tradicionais de gênero. Apesar disso, foram reconhecidas por seus companheiros por sua valentia.
A maioria das mulheres nas frentes de alistaram em milícias simpatizantes de algum grupo político. Um número muito pequeno formou parte do Exército Popular da República. Uma delas foi Esperanza Rodríguez. Nos primeiros meses da guerra, o Quinto Regimento teve o maior contingente de milicianas em todas as milícias. A maioria das que estavam nas primeiras filas eram comunistas, anarquistas ou militantes do POUM, que as dizia o que fazer. Em sua maioria lhes davam instruções similares no que diz respeito ao combate e proporcionavam o mesmo apoio militar. Em comparação com os homens, frequentemente se esperava que as mulheres em combate cuidassem de seus companheiros feridos. Isso as colocava muitas vezes em perigo, já que algumas milicianas foram baleadas enquanto atendiam seus camaradas feridos em batalha. Uma destas mulheres foi Josefa Rionda. Os capitães também podiam destinar as milicianas a hospitais, onde deviam trabalhar junto às enfermeiras. Em alguns casos, os chefes de coluna disseram as milicianas que apenas permitiriam que as mulheres permanecerem no front trabalhando como enfermeiras ou ensinando os milicianos a ler e escrever. Várias mulheres abandonaram estas colunas, buscando outras unidades que pudessem combater. Entre as mulheres pertencentes às Brigadas Internacionais, a maioria trabalhava como enfermeiras, farmacêuticas ou médicas. Algumas mulheres judias, polacas e estadunidenses combateram na Espanha. Os anarquistas as desanimaram energeticamente e os comunistas as proibiram diretamente de fazê-lo.

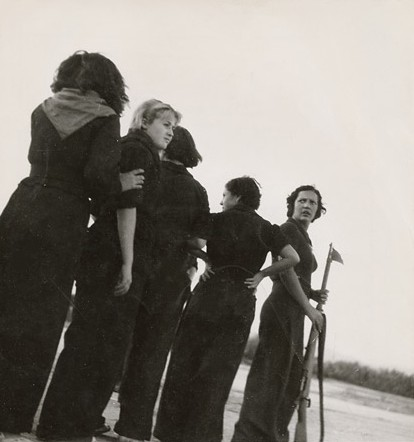
Milicianas em 1936 por Gerda Taro.

A experiência em combate não foi diferente em função da afiliação política do batalhão em que estavam afiliadas as milicianas. As mulheres demonstraram ser versáteis nas frentes, capazes de servir de muitas maneiras em diferentes tipos de batalha. As mulheres nos batalhões de retaguarda se reuniam diariamente para treinar com armas, para marchar e instruir-se. Muitas também receberam instrução especializada no manejo de metralhadoras. O POUM foi a única organização que havia aceitado mulheres e as treinou com armas. A falta de treinamento com armas por parte das mulheres em outras milícias se usaria mais tarde como razão para eliminá-las das frentes, mesmo quando essas milícias tampouco haviam treinado seus homens.
As milicianas também vieram de toda Espanha, incluindo Madri, Maiorca, Catalunha e Astúrias. Uma miliciana foi capitã da companhia de artilharia do Segundo Batalhão de Astúrias.

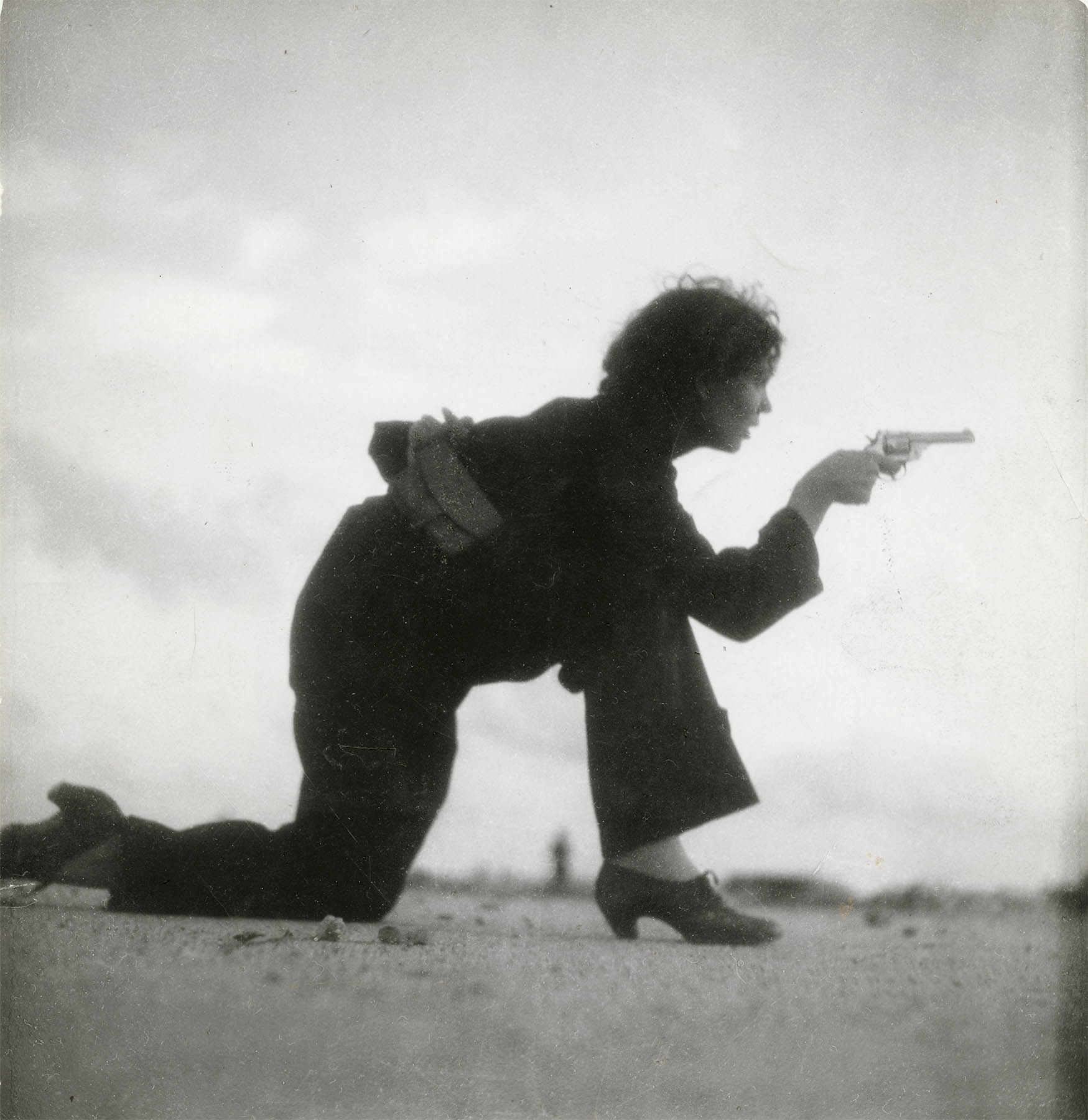
Uma miliciana republicana em 1936 em uma foto de Gerda Taro.

Essas mulheres vieram também de todo o espectro político de esquerda. Uma das poucas milicianas identificadas publicamente como socialista neste período foi María Elisa García, que esteve nas Milícias Populares como membro da companhia Somoza do Batalhão de Astúrias.
Muitas mulheres se feriram nas frentes. Julia Manzanal era uma miliciana que engravidou de seu namorado nas frentes. Buscou uma parteira, abortou pela manhã e voltou a lutar pela tarde. Como consequência do aborto, sangrou por mais de um mês enquanto estava combatendo. Enquanto estava nas frentes, Rosário Sanchez teve um acidente com um explosivo feito com uma jarra de leite condensado, e perdeu sua mão. Quase morreu por suas feridas, mas sobreviveu e logo foi enviada para a prisão. Jacinta Peréz, do Batalhão de Acero foi ferida mortalmente enquanto animava seus camaradas a ir em combate ao inimigo que enfrentavam.
As mulheres na Coluna Pasionaria, do Quinto Regimento das Milícias Populares frequentemente tentavam mudar de destino, em parte porque os chefes da coluna tentavam manter as mulheres fora de combate e, em troca, fazer com que trabalhassem em tarefas de apoio para a coluna, como cozinhar e lavar a roupa e os pratos.
Algumas milicianas cortavam o cabelo para o caso de serem feitas prisioneiras. Elas não queriam que suas cabeças fossem raspadas e suas mechas fossem colocadas como fitas na bandeira espanhola, e depois fossem obrigadas a desfilar pela cidade em que foram capturadas. O bando nacional frequentemente executava os prisioneiros de guerra que haviam sido levados à prisão, incluindo milicianas grávidas capturadas em combate. A ameaça de violação das milicianas foi utilizada regularmente pelos falangistas para desencorajar sua participação. Era uma ameaça muito real, e que acontecia frequentemente com combatentes e não combatentes e, em alguns casos, os legionários mouros foram usados para acentuar a degradação das mulheres da milícia em seus batalhões e a população em geral. Também servia para que os nacionais lembrassem a todas as mulheres que elas eram inferiores aos homens, e que os homens as conquistariam facilmente. Como consequência, quando as mulheres morriam nas frentes de batalha, suas mortes eram tratadas como mortes com um propósito superior,se não como uma perda pessoal de honra com resultado de morte  As milicianas capturadas e condenadas a morte frequentemente eram violadas antes de serem executadas. O tratamento de Francisco Franco as combatentes republicanas presas nas frentes às vezes chocou seus aliados alemães. Ordenava uma execução e logo depois voltava a tomar seu café da manhã, como se nada especial tivesse ocorrido.

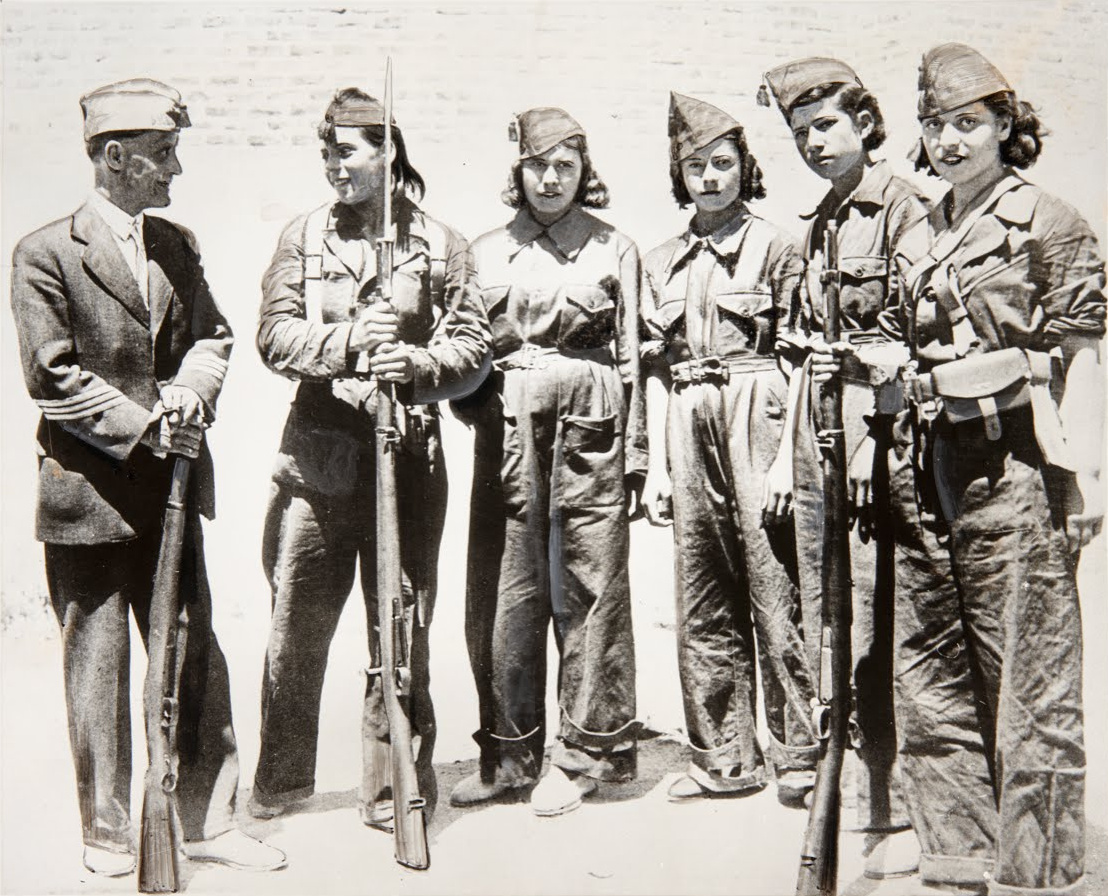
Milicianas em 1936.

Na última metade de 1936 as milicianas não eram consideradas excepcionais por muitos de seus colegas homens; serviram como camaradas junto aos homens em batalhões separados ou mistos. Isso ocorreu, em grande parte, devido ao fato de que muitas das milicianas estavam motivadas a lutar devido a suas próprias crenças revolucionárias: acreditavam que sua participação poderia mudar o curso da guerra e provocar uma nova revolução no pensamento da sociedade. Algumas mulheres batalhavam porque seguiam seus maridos, padres ou filhos na batalha. Este grupo, entretanto, representava uma minoria ínfima, já que a maioria lutava por razões ideológicas.
Devido às mulheres serem vistas como não naturais no campo de batalha por alguns participantes, frequentemente se suspeitava que as mulheres espiavam ou buscavam trair os ideais republicanos. Começaram a ser suspeitas no campo de batalha. Essa ideia pesaria mais adiante para a eliminação das mulheres da frente. Também se suspeitava que as milicianas transmitiam doenças sexualmente transmissíveis, já que alguns combatentes morriam de sífilis. Isso se percebeu como uma visão que desprestigiava as milicias e prejudicava a preparação masculina para o combate.
Os chefes militares e políticos também caluniaram as milicianas, acusando-as de prostitutas e ninfomaníacas, o que representou uma maior ameaça para as forças leais do que as forças rebeldes que tinham a frente, porque propagavam DSTs. Mika Etchebérhère em Ma guerre d'Espagne à moi publicada em paris em 1976 defende que algumas mulheres eram prostitutas, encorajadas a ir às frentes pela presença de homens solteiros que tinham dinheiro.
María Luz Mejías Correa, em Así fue pasando el tiempo. Memorias de una miliciana extremeña publicado em 2006 em Sevilha disse que apesar de ir ao front acompanhar seu marido, as mulheres da zona a chamavam de "prostituta" e "puta". Essas mulheres locais também acusaram as milicianas de propagar doenças venéreas. Clara Campoamor foi uma das vozes que instigaram as mulheres a abandonar os fronts, acusando-as de serem prostitutas. Quando as milicianas souberam disso, houve uma grande indignação, já que lhes mostrou que a esquerda não era melhor que a direita no que dizia respeito à proteção do direito das mulheres. Tais razões, junto com a falta de instrução com as armas, foram usadas para argumentar que as mulheres deviam ser retiradas das frentes.
Lina Ódena, Soledad Casilda Méndez, Aída Lafuente, Rosario Sánchez Mora, Concha Lozano e Maruja Tomico foram milicianas imortalizadas pela República durante esse período de participação ativa das mulheres nas frentes de batalha.

#### Julho de 1936

##### Frente de Aragão
Os catalães tinham sua própria milícia em Aragão, com um pequeno contingente de milicianas de elite. O grupo Los Aguiluchos de Les Corts se deslocou de Barcelona para Caspe na frente de Aragão, após sua participação em conflitos em Barcelona. Concha Pérez Collado se uniu à Coluna Ortiz enquanto estava em Caspe, indo com sua nova unidade até Azaila. Soledad Casilda Méndez serviu em uma milícia do País Basco, onde inicialmente era a única mulher. Participante dos combates durante os últimos dias na frente de Aragão, foi umas das únicas mulheres que tomaram parte ativa no combate com sua milícia.

##### Frente de Barcelona

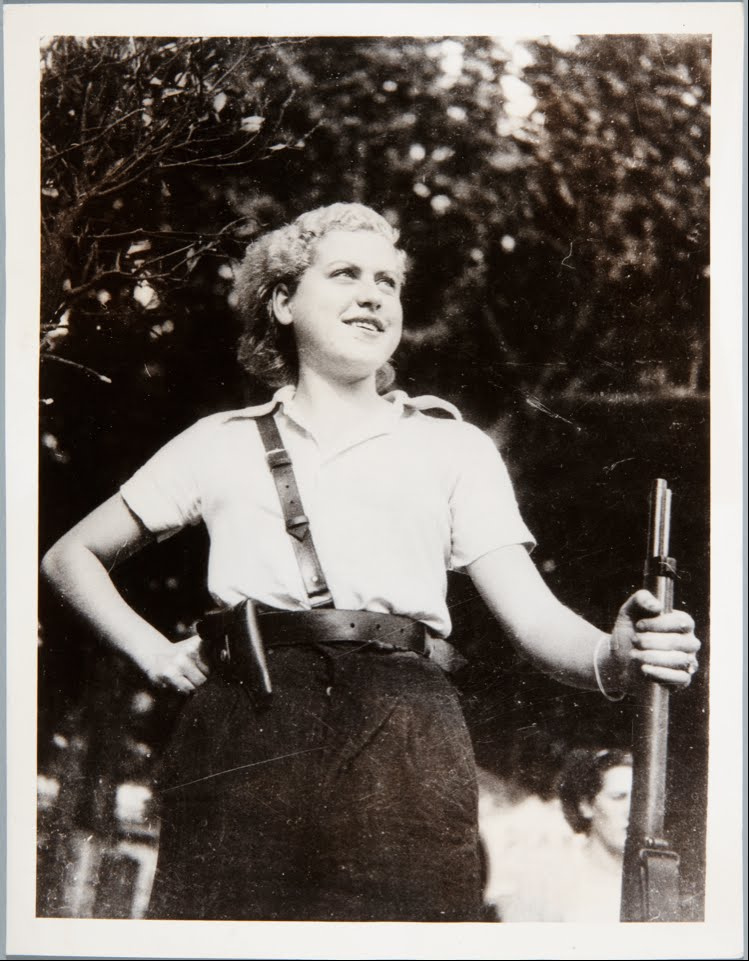
Mulher com rifle defendendo Barcelona.

No batalhão da Unión de Muchachas haviam duas mil mulheres entre catorze e vinte e cinco anos. Começaram a treinar em julho de 1936, quando se iniciou a Guerra Civil Espanhola. Foram apoiadas pela Confederação Nacional de Educação Física e provinham de um grupo de atletas de esquerda que haviam protestado contra os Jogos Olímpicos de Verão de 1936, organizado por Adolf Hitler.
Eles, por sua vez, haviam organizado uma Olimpíada Popular em Barcelona no mesmo ano, em protesto. O começo da Guerra conduziu ao cancelamento do evento, com uma série de participantes se alistando em apoio à República e participando da defesa de Barcelona em julho de 1936 Entre eles estava a inglesa Felicia Browne. Ao alistar-se, ouviram-na dizer "Sou membro do Partido Comunista da Grã bretanha, de Londres e posso lutar tão bem quando qualquer homem". A suíça Clara Thalmann foi outra mulher que se uniu à milícia republicana depois do cancelamento dos jogos, como voluntária da Coluna Durruti.
Concha Pérez Collado fazia parte dos Los Aguiluchos de Les Corts, um grupo de 100 soldados armados de seu bairro, em Barcelona, que se uniram pouco depois do estopim da Gurra. Apenas 7 membros do grupo eram mulheres. Pouco depois do início da Guerra, Concha Pérez formou parte do grupo que atacou a Prisão Modelo de Barcelona com o objetivo de liberar presos políticos encarcerados em seu interior. Mais tarde fez parte de um grupo que tomou conta de um convento. Também ajudou a erguer barricadas em seu bairro. Junto com outros anarquistas, viajava na parte traseira de uma caminhonete coberta por um colchão e com quatro armas entre todos. Foram ao quartel de Pedralbes, lutaram ali e conseguiram obter um pequeno esconderijo de armas. Depois disso, seu grupo foi a Caspe, para a Frente de Aragão.
Marina Ginestà foi outra mulher que esteve à frente da Frente de Madri em julho de 1936. originária da França e membro da Juventude Socialista Unificada, se uniu à guerra como repórter com apenas 17 anos. Ginestà, junto a Mikhail Kolstov, trabalhou como fotógrafa e tradutora para o periódico soviético Pravda. Há uma famosa fotografia sua no antigo Hotel Colón, tirada em 21 de julho de 1936. Não combatente, foi a única vez durante a guerra que empunhou uma arma.
Lois Orr esteve na milícia feminina do POUM em Barcelona na primeira parte da guerra.

##### Sítio ao Quartel de Montaña
Os batalhões de mulheres estavam atrás das frentes de batalha como apoio de retaguarda em defesa de suas cidades. Barcelona tinha um batalhão organizado assim pelo Partido Socialista Unificado da Catalunha (PSUC). Em Maiorca havia o Batalhão Rosa Luxemburgo, e em Madri a Unión de Muchachas Nos primeiros dias de guerra, Trinidad Revoltó Cervelló tomou parte nos combates de primeira linha no Quartel Geral Militar e no Quartel de Las Atarazanas, em Barcelona. Pepita Laguarda Batet também se encontrava entre as mulheres que tomaram parte nos enfrentamentos de julho.
As mulheres interferiram no Golpe de Estado na Espanha em julho de 1936. Angelina Marínez estava entre elas. Originária de Madri, pertenceu à Juventude Socialista Unificada (JSU). Continuou lutando inclusive depois de matarem a maioria dos homens de sua unidade. Suas ações apareceram mais tarde na Revista Estampa.

##### Frente de Madri
O POUM inicialmente ordenou que tanto homens como mulheres nas frentes de batalha ajudassem quando fosse necessário. As mulheres estavam nas trincheiras e faziam guarda. O capitão Fernando Saavedra do Batalhão Sargento Vásquez disse que as mulheres combatiam como os homens.
Fidela Fernández de Velasco Pérez havia treinado com armas desde o início da guerra, e esteve nas frentes externas de Madri. Capturou um canhão do bando nacional antes de a transferirem para a frente de Toledo. Sua nova unidade era a mesma em que estava Rosario Sánchez de la Mora. Ali, Fidela lutou nas frentes e foi além das linhas inimigas para sabotá-los junto com outras tropas de choque. Aprendeu também a construir bombas.
Rosário Sánchez Mora foi uma das primeiras mulheres a se unir às milícias de defesa de Madri após o estopim da Guerra Civil Espanhola, alistando-se com 17 anos, no dia 17 de julho de 1936. Outra mulher espanhola que combateu foi Teófila Madroñal. Se alistou no Batalhão de Leningrado durante os primeiros dias da guerra, aprendeu a usar armas e logo foi enviada para a rodovia da Estremadura durante o cerco de Madri.
No início da Guerra, a Juventude Socialista Unificada atribuiu inicialmente a Margarita Ribalta um posto em sua sede. Descontente por não estar mais em ação, uns dias depois de inscreveu em uma coluna do PCE e foi destinada ao front, onde se ofereceu como voluntária para fazer parte de um grupo avançado que desejava tomar uma colina. Liderou seu grupo, correndo entre duas posições falangistas enquanto carregava uma metralhadora. Um avião de apoio republicano confundiu seu grupo com os falangistas e bombardeou-os, ferindo Margarita.
Nascida na Argentina, Micaela Feldman de Etchebéhère teve como destino uma milícia do POUM durante a guerra. Micaela, declarada trotskista viajou a Madri, vinda de de Paris, alguns dias antes do estopim da guerra, se alistando imediatamente e logo destinada como integrante da coluna Hipólito Etchebéhère na frente perto de Madri.

#### Agosto de 1936

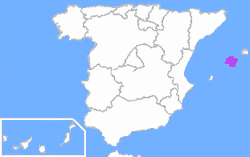
Localização de Maiorca, onde o POUM tinha uma coluna de milicianas.

##### Desembarque de Maiorca
Na campanha de Maiorca o POUM possuía uma coluna que contava com milicianas. Trinidad Revoltó Cervelló se uniu às Milícias Populares e foi às Ilhas Baleares, onde novamente esteve nas linhas de frente. Os catalães também enviaram 400 combatentes ao front das Ilhas Baleares, 30 deles milicianas.
Em Maiorca esteve o Batalhão Rosa Luxemburgo, que participou na frente de defesa da cidade. As mulheres dos batalhões de retaguarda se reuniam diariamente para se se exercitar, treinar com armas, marchar e educar-se. Muitas também receberam instrução especializada no manejo de metralhadoras.

##### Sítio de Oviedo
María Elisa García lutou com o Batalhão na frente de Lugones, e mais tarde nas montanhas bascas.

##### Frente de Aragão
Felicia Browne, artista inglesa e comunista esteve nas Brigadas Internacionais e morreu na frente de Aragão em 25 de agosto de 1936. Foi a primeira pessoa britânica voluntária a morrer em combate na guerra. Morreu enquanto tomava parte em uma incursão que tinha como objetivo tomar um trem cheio de munições. O grupo foi emboscado e alguns saíram feridos. Browne estava ajudando um companheiro italiano ferido quando atiraram em sua cabeça. Seu corpo teve de ser abandonado e não foi recuperado por falta de segurança.
Clara Thalmann, da Coluna Durruti esteve na Frente de Aragão, onde marchou desde Barcelona após seu alistamento.
A unidade de Concha Pérez Collado permaneceu em Azaila até que se mobilizaram para o ataque a Belchite em 24 de agosto de 1936. Permaneceu na Frente de Aragão por outros quatro meses antes de partir para Huesca.
Junto com seu companheiro Juan López Carvaja, Pepita Laguarda Batet se alistou na Coluna Ascaso, onde foram destinados à Frente de Aragão pouco depois. Foram integrantes do Grupo 45, quinta centuria da Coluna de Ascaso,, o par sempre se manteve nas linhas de frente. Pouco depois de se alistar, disse ao seu noivo: "Em Pedralbes, no quartel Miguel Bakunin, estão formando uma coluna para ir à Frente de Aragão, e eu me apresentei como voluntária". Juan respondeu: "Se você vai para lá, vou contigo".

#### Setembro de 1936

##### Frente de Aragão
Nos arredores de Huesca, Pepita Laguarda Batet participou durante os combates por várias horas da manhã do dia 1 de setembro. Perto das cinco da manhã recebeu uma ferida que viria a ser fatal, falecendo às 9 da manhã depois de ser transferida para Vicién e Grañén.

##### Frente de la Sierra
Em setembro de 1936, o batalhão Largo Caballero, que contava com dez mulheres, lutou na Batalha de Guadarrama. Entre os combatentes, estava Josefina Vara.

##### Frente de Madri
Em setembro, Micaela Fieldman de Etchebéhère havia ascendido à comandante depois da morte de seu predecessor em batalha.

#### Outubro de 1936

##### Frente de Saragoça
Haviam muitas mulheres destinadas ao Grupo Internacional na Coluna Durruti. Foram a combate, e em outubro de 1936 em perdiguera, uma parte dessas mulheres morreu. Entre as falecidas estavam Suzane Girbe, Augusta Marx, Juliette Baudard, Eugénie Casteu e Georgette Kokoczinski. No mês seguinte, Suzanna hans, do mesmo grupo, morreu na batalha de Farlete.

##### Cerco de Siguença
Milicianas e civis formaram parte de um grupo que ficou encurralado durante um cerco de quatro dias na Catedral de Siguença após um cerco dos nacionalistas em outubro de 1936. Depois de ficarem sem comida e munição, os muros da catedral começaram a ceder pelo incessante bombardeio, e muitas das mulheres decidiram fugir a noite. A capitã do POUM, Micaela Fieldman, estava presente e foi uma das 1/3 que fugiram e sobreviveram. Sua valentia durante a batalha lhe garantiu uma ascensão à capitã da Segunda Companhia do Batalhão de Lenin, do POUM. Depois de se recuperar do cerco em Barcelona, foi enviada a Moncloa, onde esteve a cargo de uma brigada especial de tropas de choque.

#### Novembro de 1936

##### Batalha de Madri
Apesar de a maioria dos batalhões serem mistos, o Batalhão de Mulheres organizado pelo PCE e que combateu na Frente de Madri era apenas de mulheres. O batalhão se chamava Batalhão Feminino do Quinto Regimento de Milícias Populares. Algumas mulheres que já trabalhavam como enfermeiras como parte do Quinto Regimento regressaram especificamente para e unir ao batalhão de mulheres. As milicianas do batalhão as vezes marchavam pela Gran Vía de Madri em grupos de dois ou três, já que os bombardeios nas ruas eram intensos demais para marchar em formação.
As [[comunistas chegaram a ser responsáveis de primeiro nível. Aurora Arnáiz, de 22 anos, comandou uma coluna da JSU durante a Batalha de Madri. Julia Manzanal se converteu em Comissária política do Batalhão Municipal de Madri quando tinha apenas 17 anos. A partir daí, se armou com um rifle e uma pistola, lutou nas frentes, trabalhou como guarda e participou em missões de espionagem apesar de ter se alistado inicialmente com o papel de educar seus camaradas na ideologia comunista.
Neste momento, a Unión de Muchachas era um batalhão de mulheres da retaguarda comunista organizada em Madri, que lutou nas frentes a partir de 8 de novembro de 1936. Posicionada na ponte de Segovia e perto de Getafe na frente de Carabanche, e, representando o grosso das forças republicanas nestas posições, foram as últimas a se retirar.
Teófila Madroña foi destinada à Estremadura durante a Batalha de Madri.

#### Dezembro de 1936

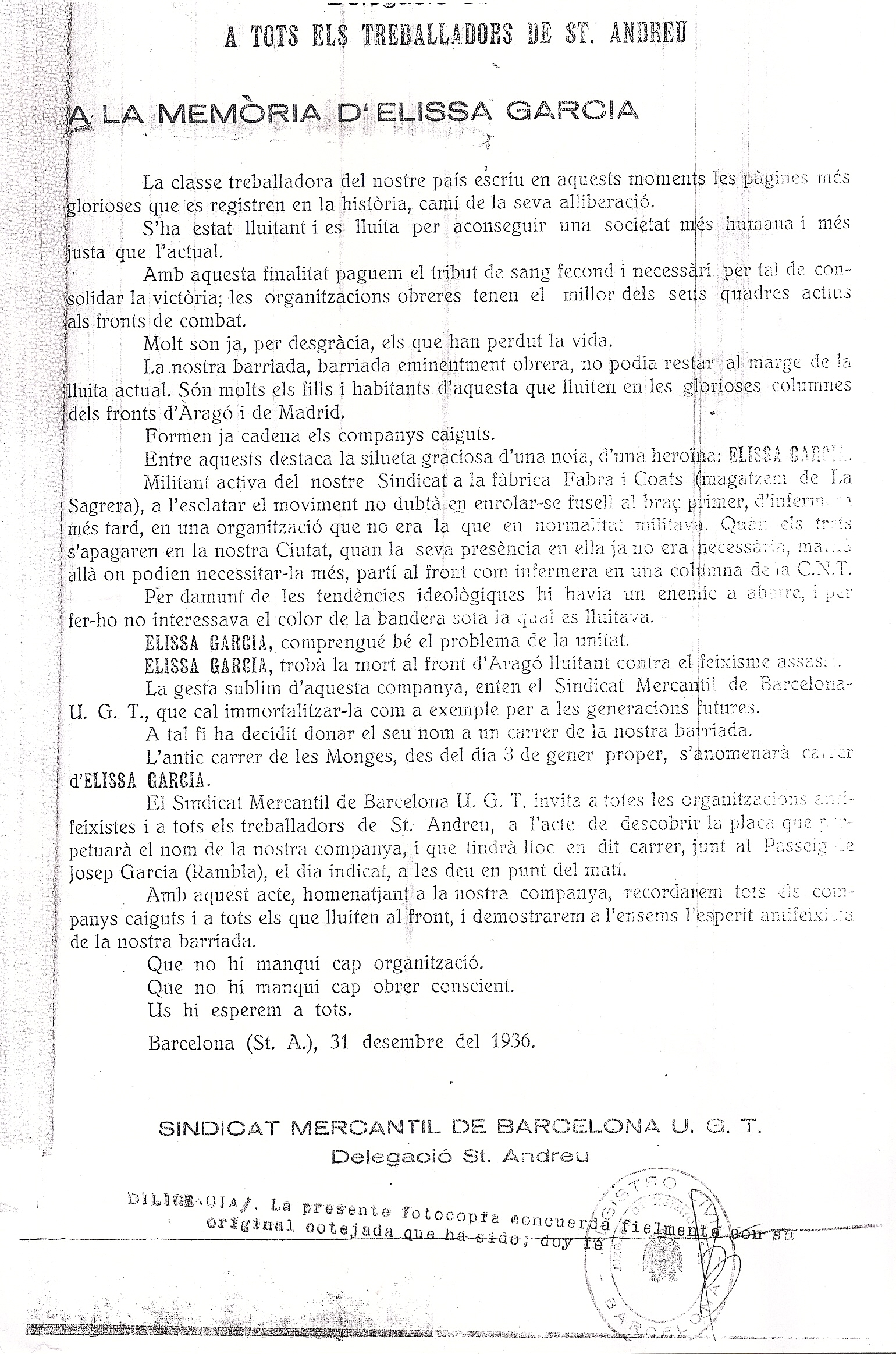
Nota em memória de Elisa García Sáez, publicada pela Unión General de Trabajadores (UGT) em dezembro de 1936 após sua morte em combate.

Durante o inverno de 1936, o Governo Republicano tentou converter formalmente as milícias em unidades de suas forças armadas. Até este momento, as mulheres haviam se unido as milícias que eram afiliadas a partidos políticos e sindicatos.

##### Setor de Tardienta
A partir de dezembro, Concha Pérez Collado fez parte de um grupo de milicianas que lutaram no setor de Tardienta. As mulheres foram retiradas do front no final do ano.

#### Janeiro de 1937

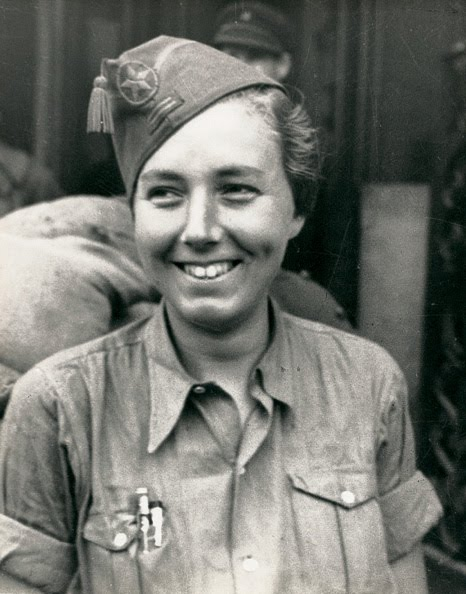
Fanny Schoonheyt em Barcelona em maio de 1937.

##### Batalha de Jarama
Em janeiro de 1937, na Batalha de Jarama, as forças republicanas estavam a ponto de se retirar até que três milicianas espanholas deram exemplo aos homens com quem combatiam, fazendo-os resistir. As mulheres, que manejavam um posto de metralhadoras, se negaram a retrair.

#### Março de 1937

##### Frente de Madri
Salaria Kea, a única mulher afroamericana que se alistou nas Brigadas Internacionais se uniu ao Batalhão Abraham Lincoln em 1937. Como enfermeira do American Medical Bureau, foi destinada à Frente de Madri em março, onde foi capturada pelo exército nacional espanhol. Kea conseguiu escapar seis semanas depois com a ajuda dos soldados da Brigada Internacional.
As milicianas do POUM, durante a Batalha de Madri, foram proibidas pela coluna comunista La Pasionaria, de pegar em armas. Ainda mais, lhes pediram que cozinhassem e lavassem a roupa dos homens que combatiam.

#### Maio de 1937

##### Frente de Vizcaya
María Elisa García morreu em combate nas montanhas de Múgica em 9 de maio de 1937.

##### Frente de Barcelona
Concha Pérez Collado sofreu uma emboscada em Barcelona e foi ferida enquanto patrulhava a área próxima da Praça da Catalunha. O fragmento de metal que feriu sua perna permaneceria em sua perna durante vários anos.

##### Jornadas de maio
Clara Thalmann participou no confronto das Jornadas de Maio de 1937 de Barcelona, combatendo com os Amgos de Durruti, junto a Paul Thalmann, seu futuro esposo. Enquanto estava em Barcelona, conheceu George Orwell nas barricadas. Ocorreu, posteriormente, uma ofensiva de sucesso, e Clara e seu futuro esposo passaram para a clandestinidade, mas logo foram capturados pelo Serviço de Informação Militar (SIM) ao tentar fugir de barco. Depois de vários meses na prisão, regressaram à Suíça.  Outra mulher que era enfermeira do POUM foi Teresa Rebull. Sua participação a fez objeto de repressão, que foi uma das razões que a fizeram fugir da Espanha. Lois Orr também participou das Jornadas.

#### Junho de 1937

##### Ofensiva de Huesca
As mulheres seguiram morrendo nas frentes de combate. Margaret Zimball recebeu um disparo de um francoatirador em Huesca enquanto atendia um companheiro ferido..

##### Ruptura das fileiras após as Jornadas de Maio
As Jornadas de Maio de 1937 tiveram como consequência o abandono de Barcelona por parte de várias milicianas em junho e nos meses posteriores após serem libertas das prisões.
Andrés Nin e a executiva do POUM foram presos em 16 de junho de 1937 como consequência das Jornadas de Maio. No dia seguinte, Lois Orr e o grupo que estava com ela foram presos. Com a ajuda do cônsul dos Estados Unidos Mahlon Perkins, seu grupo foi liberado em 1 de julho. Ela abandonaria a cidade nos dias seguintes a bordo de um barco com destino a França.

#### Setembro de 1937

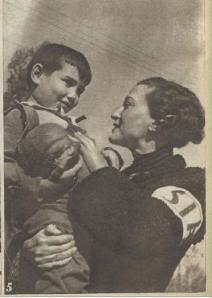
Solidariedade Internacional Antifascista (SIA) fundada na Espanha em junho de 1937 pela CNT junto a outras organizações libertárias, a FAI e a FIJL.

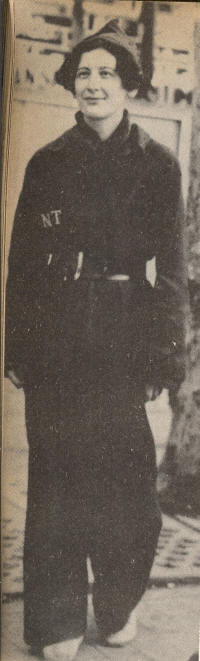
A miliciana francesa Simone Weil durante a Guerra Civil espanhola.

##### Ataques do Exército Republicano de Peñarroya e Córdoba
Os observadores estrangeiros que cobriam a guerra escreveram com frequência sobre a valentia das mulheres nas frentes, chegando a dizer que lidavam melhor com o fogo inimigo do que muitos dos homens com que lutavam. Um exemplo dessa valentia teve lugar em Cerro Mariano em setembro de 1937, onde as forças dos exército republicano de Jaén e Valência fugiram do front, enquanto a pequena força de milícias de Alcoy, que tinha mulheres em suas filas, resistiu ao bombardeio.

#### Outubro de 1937

##### Frente do Norte
Argentina García esteve nas frentes em outubro de 1937 em San Esteban de las Cruces. A valentia da comunista em batalha foi reconhecida com sua ascensão à capitã no Batalhão de Astúrias.

#### Julho de 1937

##### Batalha do Ebro
Salaria Kea, que trabalhava como enfermeira, foi ao Batalhão Abraham Lincoln durante a Ofensiva do Ebro.

### Desmobilização
Os historiadores não chegaram a um consenso em suas versões sobre quando se tomou uma decisão de retirar as mulheres das frentes republicanas. Alguns datam a decisão à finais do outono de 1936, quando o primeiro ministro Francisco Largo Caballero deu a ordem. Outros, em março de 1937. O mais provável é que vários dirigentes políticos e militares tomaram suas decisões baseando-se em suas próprias crenças que fizeram com que vários grupos de milicianas fossem retirados gradualmente das frentes.

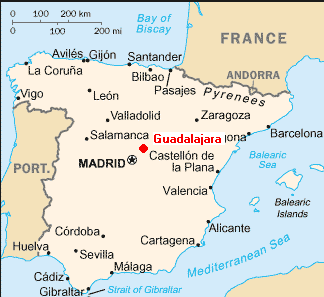
Localização de Guadalajara, onde se disse às milicianas que abandonassem as frentes em março de 1937.

As mulheres foram ordenadas a abandonar as frentes de Guadalajara em março de 1937. Depois da batalha, muitas foram colocadas em carros e destinadas a posições de apoio longe das linhas. Algumas de negaram a ir, e seu destino é incerto, ainda que seus amigos suspeitam que a maioria morreu e combate. Entre as combatentes expulsas estava Leopoldine Kokes do grupo internacional da Coluna Durruti. Algumas mulheres desmobilizadas abandonaram as frentes e se uniram a colunas de mulheres nas frentes internas, em defesa de cidades como Madri e Barcelona. Quando Juan Negrín se converteu em chefe das forças armadas republicanas, em maio de 1937, se extinguiu a época das mulheres combatentes, enquanto os esforços para regularizar as forças republicanas do exército continuaram. Negrín também enviou uma mensagem ao estrangeiro, para que continuassem recrutando homens, mas que as organizações deixassem de enviar mulheres para combater.
As feministas do PSUC e do POUM responderam mudando suas mensagens, ou sugerindo que as mulheres deveriam ficar na retaguarda ou que as mulheres tinham um papel diferente dos homens em tempos de guerra.
A decisão de eliminar as milicianas das frentes foi tomada principalmente por dirigentes republicanos liberais. As mulheres nas frentes não concordavam com isso. Viram sua eliminação como um passo para trás, um regresso aos papéis tradicionais anteriores à Segunda República Espanhola. Consideraram essa decisão como um sintoma mais amplo dos problemas da mulher na sociedade, e não quiseram voltar a seus lugares tradicionais que a guerra as tinha feito abandonar. Nem as milicianas, nem os homens que combateram, nem outros elementos republicanos protestaram contra sua retirada. A falta de apoio dos camaradas homens foi particularmente difícil para algumas mulheres, já que parecia que eles nunca haviam se preocupado em entender sua difícil situação. Em consequência, as milicianas desapareceram silenciosamente, sem protestos nem reconhecimentos públicos.
A retirada das mulheres das frentes foi uma continuação da política da Segunda República Espanhola desenhada para trair elementos conservadores, que queriam que a República não desafiassem tão abertamente as crenças tradicionais espanholas sobre temas como o papel da mulher. Retirar as mulheres foi parte de uma decisão republicana mais ampla, que se tomou posteriormente para reduzir direitos femininos e apaziguar os conservadores, que em primeiro momento haviam servido para encorajar as forças e ideias falangistas, com noções de que as mulheres não sabiam manejar armas e que transmitiam DSTs.

### Tratamento na mídia
A propaganda republicana sobre as mulheres se classificou em várias categorias, desde símbolos da luta até mulheres protetoras como enfermeiras, vítimas, representantes da República, protetoras da retaguarda espanhola, portadoras de DSTs e combatentes.
Durante a Guerra Civil Espanhola, a miliciana constituiu uma figura importante para as forças republicanas no período compreendido entre julho e dezembro de 1936.
Tanto as meios estrangeiros quanto nacionais mostraram imagens destas lutadoras nas frentes da Espanha em que apareciam rompendo os moldes estabelecidos. Inicialmente representaram problemas para alguns espanhóis, já que o país tinha ideias muito tradicionais sobre os papéis de gênero. Se bem os republicanos as aceitaram melhor, isto começou a mudar mais uma vez em dezembro de 1936, quando o governo republicano começou a usar o lema "Homens nas frentes, mulheres na retaguarda". Em março de 1937 esta atitude havia se estendido as linhas de frente, onde as milicianas, contra sua vontade, foram retiradas ou destinadas a postos secundários.
As forças republicanas utilizaram a presença de milicianas como mulheres aventureiras e as vezes frívolas em sua propaganda, A propaganda falangista, por sua vez, representava a miliciana como uma prostituta. Até certo ponto, a imagem da propaganda republicana era a qual muitas milicianas se identificavam e se sentiam cúmplices, já que haviam absorvido as normas culturais de gênero em sua juventude e continuavam perpetuando-a. Ao mesmo tempo, frequentemente criavam e contavam história que subtraiam sua castidade durante a Guerra Civil. Quando eram entrevistadas pela imprensa, muitas mulheres se sentiram ofendidas pelas perguntas sobre sua vida privada. Rosario Sánchez Mora, A dinamiteira, reagiu com ira quando a entrevistaram, dizendo que as compararam com prostitutas e as ofendiam, já que as milicianas estavam dispostas a morrer por seus ideais e por quem compartilhavam seus ideais de esquerda. Os meios republicanos independentes representavam com frequência as milicianas em tarefas de apoio, não em combate. Muitas combatentes foram fotografadas cuidando de feridos em seus batalhões, cozinhando ou limpando para eles.
Diferente da miliciana republicana, a propaganda falangista impulsionou a imagem de uma mulher casta. Era modesta, pura, assexual, sacrificada e tradicional, apoiava a família espanhola através do trabalho em casa. Era a antítese da miliciana republicana no sentido em que estava longe das frentes e nunca batalharia.
As milicianas nas frentes frequentemente escreveram sobre suas experiências para que fossem publicadas nos meios apoiados pelo partido. Um dos temas principais em que se centraram foi a desigualdade nas frentes, e que se esperava que elas, além de combater, também atendessem feridos, cozinhassem e limpassem, enquanto aos homens era permitido descansar.
Após sua retirada das frentes, as milicianas e as mulheres em geral deixaram de aparecer na propaganda republicana. Visualmente desapareceram para voltar a suas vidas de antes da guerra, onde seu papel principal estava em casa. As colunas comunistas e anarquistas atraíram a maiora das mulheres de todos os grupos políticos das frentes republicanas. As histórias sobre as militantes do POUM são mais conhecidas, já que tinham mais possibilidades de publicar suas memórias ou tinham mais contato com meios internacionais.
Ao final, as milicianas aparecem na propaganda publicada por ambas as partes durante a Guerra Civil Espanhola, e serviram frequentemente como símbolo de um ideal cultural de gênero. Suas representações estavam destinadas frequentemente para o olhar masculino de ambos os lados da guerra de propaganda. A forma com que as desenhava como seres altamente sexualizados facilitava que ambos os lados as rotulassem de prostitutas.

## A Espanha franquista
Ao final da Guerra Civil e com a vitória da Espanha Franquista, ocorreu um regresso aos papéis de gênero tradicionas na Espanha, entre eles a rejeição das mulheres combatentes no exército. Depois da guerra, muitas milicianas tiveram dificuldades. Se levou a cabo uma guerra de propaganda entre a população em geral que ridicularizava sua participação no conflito. Ao mesmo tempo, o novo governo as procurou para prendê-las e torturá-las. Muitas delas eram também analfabetas, e viram que isto limitava suas atividades posteriores. Isto se uniu as restrições impostas para algumas no exílio na França e limitou suas oportunidades. As que permaneceram politicamente ativas tiveram que lidar com o sexismo sem tabus do Partido Comunista e nos círculos anarquistas.
Algumas veteranas de guerra nunca se renderam. Em troca, continuaram com a violência ativa contra o Estado através de células comunistas e anarquistas, utilizando o terrorismo como tática, colocando bobas nos postos da Guarda Civil, roubando bancos e atacando sedes da Falange. Entre as mulheres da resistência se encontram Victoria Pujlar, Adelaida Abarca e Angelita Ramis. Estas mulheres, e muitas outras como elas, serviram de intermediárias entre os exilados na França e os que permaneceram na Espanha; Trabalharam como chefes do Partido Comunista para planejar atentados.

## Ignoradas e esquecidas

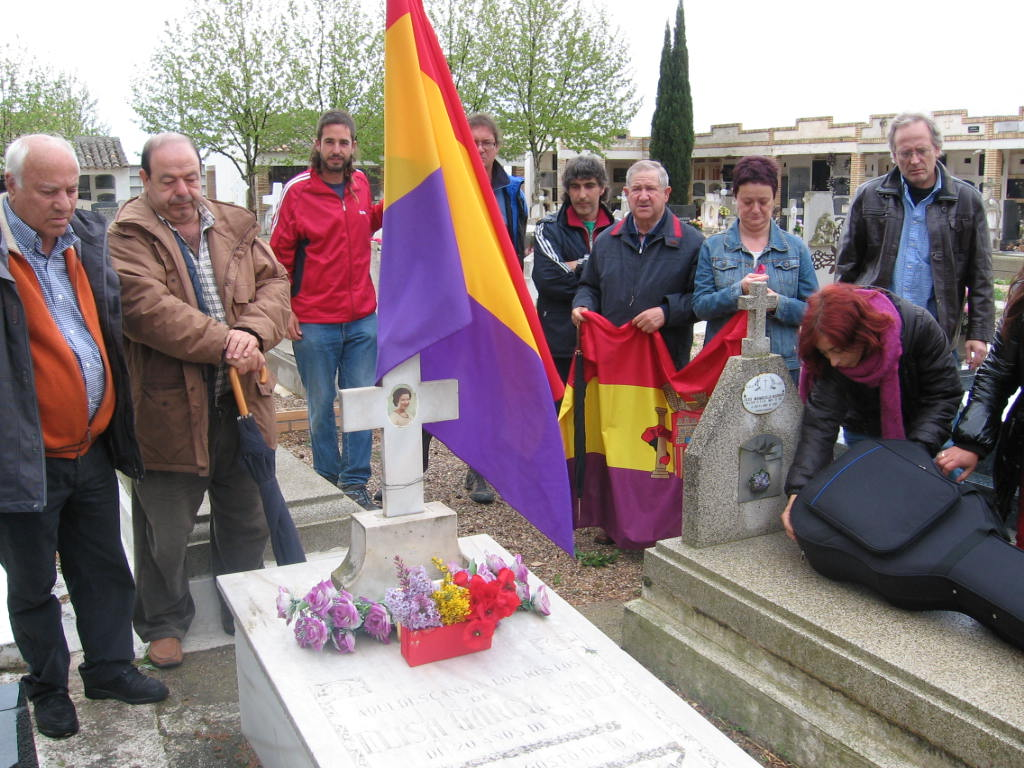
Homenagem em 14 de abril de 2012 em honra à miliciana aragonesa Elisa García Sáez.

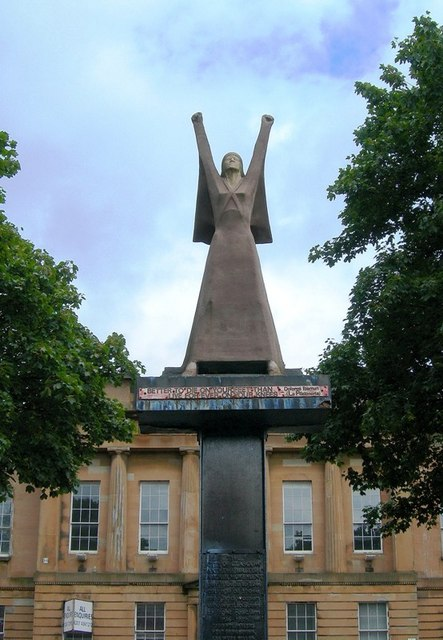
Monumento sindicalista em Glasgow com a frase de Dolores Ibárruri "É melhor morrer de pé do que viver de joelhos. Não passarão!.

As valiosas contribuições das mulheres espanholas que litaram a favor da República tem sido pouco conhecidas, e as próprias histórias das mulheres tem sido ignoradas com frequência. Uma das principais razões foi o sexismo que existia no momento: as mulheres e seus problemas não eram considerados importantes, especialmente pelos vencedores franquistas. Quando se discutiu a participação das mulheres na Guerra Civil Espanhola, se considerou seus relatos como um amontoado de histórias não relacionadas com a narrativa geral da guerra. Ao mesmo tempo, ao ganhar a guerra, as forças franquistas escreveram a história. Como representavam um retorno às normas de gênero tradicionais, tinham ainda menos razão que as forças republicanas para discutir a importância da participação das mulheres do bando perdedor da guerra.
A propaganda franquista focou fortemente nas milicianas, ridicularizando sua participação na guerra. Muitas milicianas foram presas e torturadas, inclusive décadas depois do término da guerra. Como resultado, muitas das participantes da guerra se viram obrigadas a permanecer em silêncio. A primeira vez em que se discutiu abertamente as milicianas na Espanha foi em 1989 em uma conferência em Salamanca sobre a Guerra Civil.
Outra razão pela qual se tem ignorado o papel das mulheres espanholas no bando republicano foi a falta de fontes primárias. Isto ocorreu em consequência da destruição de documentos por forças governamentais, ou das próprias mulheres, que os destruíam como forma de protesto. Ocultar sua própria participação na guerra em muitos casos as ajudou a salvar suas próprias vidas. Em outros casos, as mesmas batalhas foram a causa da destruição de documentos valiosos que tratavam da participação das mulheres nas frentes.